# (19919) Pogorelov
(19919) Pogorelov es un asteroide perteneciente al cinturón de asteroides, descubierto el 8 de octubre de 1977 por la astrónoma soviética Liudmila Chernyj desde el Observatorio Astrofísico de Crimea (República de Crimea).

## Designación y nombre
Designado provisionalmente como 1977 TQ6. Fue nombrado Pogorelov en honor al matemático ucraniano-soviético Alekséi Vasílievich Pogorélov.